# Trio Fado
Trio Fado ist eine Fado-Gruppe aus Berlin.
Die aus Porto stammende Maria Carvalho, der Lissabonner António de Brito, und der teilweise in Portugal aufgewachsene Österreicher Daniel Pircher gründeten die Gruppe 2002 in Berlin. 2005 erschien ihr erstes Album. Seither haben sie zahlreiche Konzerte in ganz Deutschland gegeben. Ihr erstes Auslandsengagement führte sie 2005 nach Armenien, wo sie fünf Konzerte gaben und im Fernsehen auftraten.
Mit dem inzwischen dazugekommenen Cellisten Benjamin Walbrodt spielten sie seither zwei weitere CDs ein und gaben eine Vielzahl Konzerte, auch im Ausland (Italien, Österreich, Schweiz, Russland).

## Diskografie
- 2005: Com Que Voz (CD)
- 2006: À Espera do Verão (Mini-CD)
- 2009: Portolisboa (CD)
- 2013: Nunca é Tarde (CD)